# Erika Forster-Vannini

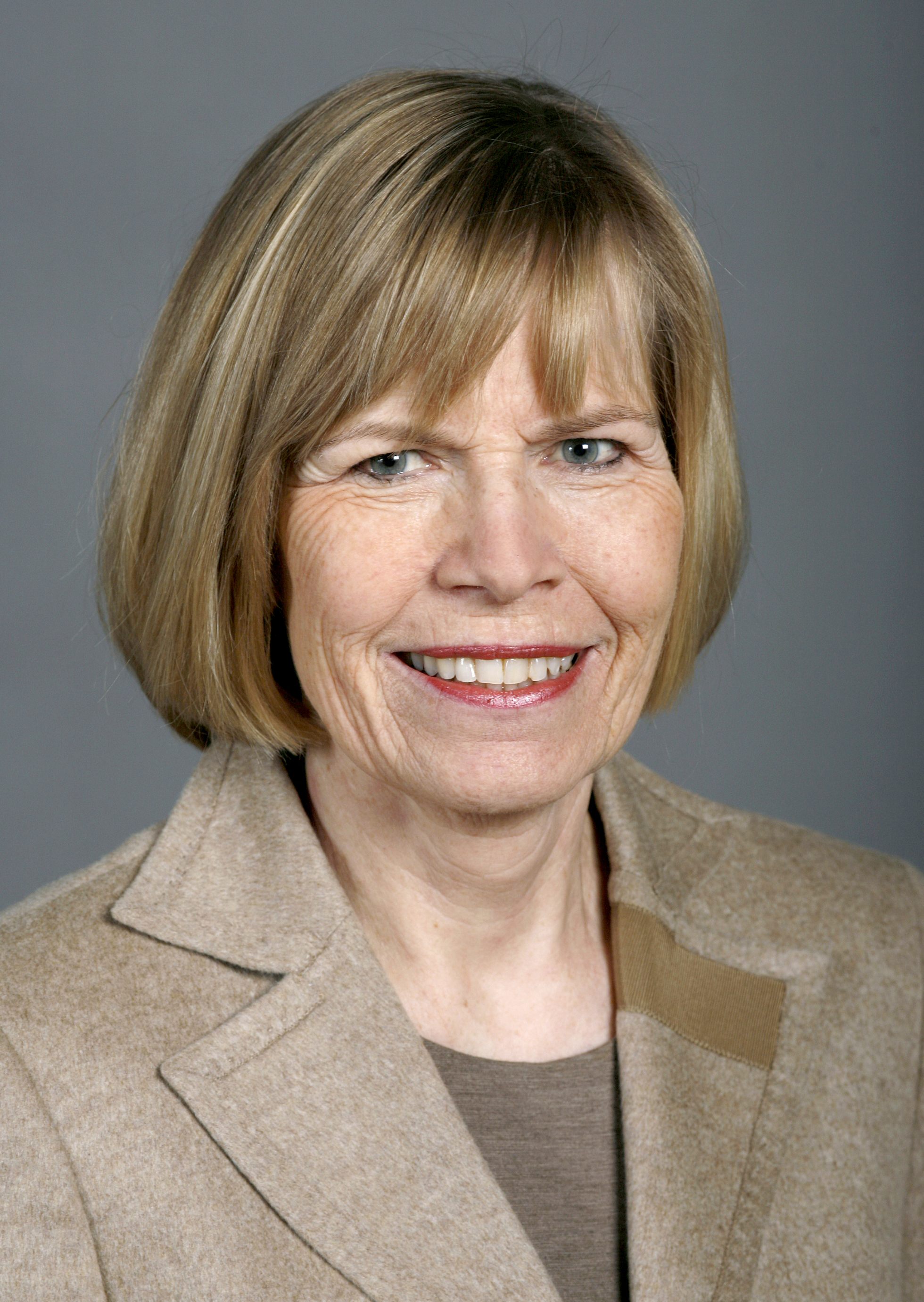
Erika Forster (2007)

Erika Forster-Vannini (* 27. Februar 1944 in Zürich) ist eine Schweizer Politikerin (FDP).

## Biografie
Erika Forster wuchs mit zwei Schwestern in einem Gewerbehaushalt in Zürich auf. Nach ihrer Matura folgten mehrere Auslandsaufenthalte. Forster ist mit Ueli Forster, einem Textilunternehmer, verheiratet und Mutter von vier erwachsenen Kindern. Sie ist Bürgerin von St. Gallen und Neunkirch. Mit 33 Jahren wurde sie als Mitglied der FDP in das Stadtparlament von St. Gallen gewählt, dessen Präsidentschaft sie 1982 als erste Frau übernahm. 1988 zog sie in den Grossen Rat des Kantons St. Gallen ein, den sie 1994/95 präsidierte.
Forster wurde 1995 im ersten Wahlgang in den Ständerat für den Kanton St. Gallen gewählt. 1999 und 2003 wurde sie wiedergewählt. Nach ihrer Bestätigung im zweiten Wahlgang der Parlamentswahlen 2007 als St. Galler Ständerätin wurde sie zur Vizepräsidentin des Ständerates gewählt. Am 23. November 2009 wählte sie die Kleine Kammer des Parlaments mit 43 von 44 gültigen Stimmen zur Ständeratspräsidentin für das Parlamentsjahr 2009/2010. Bei den Wahlen 2011 trat sie nicht mehr an.